# Torre dels Enagistes

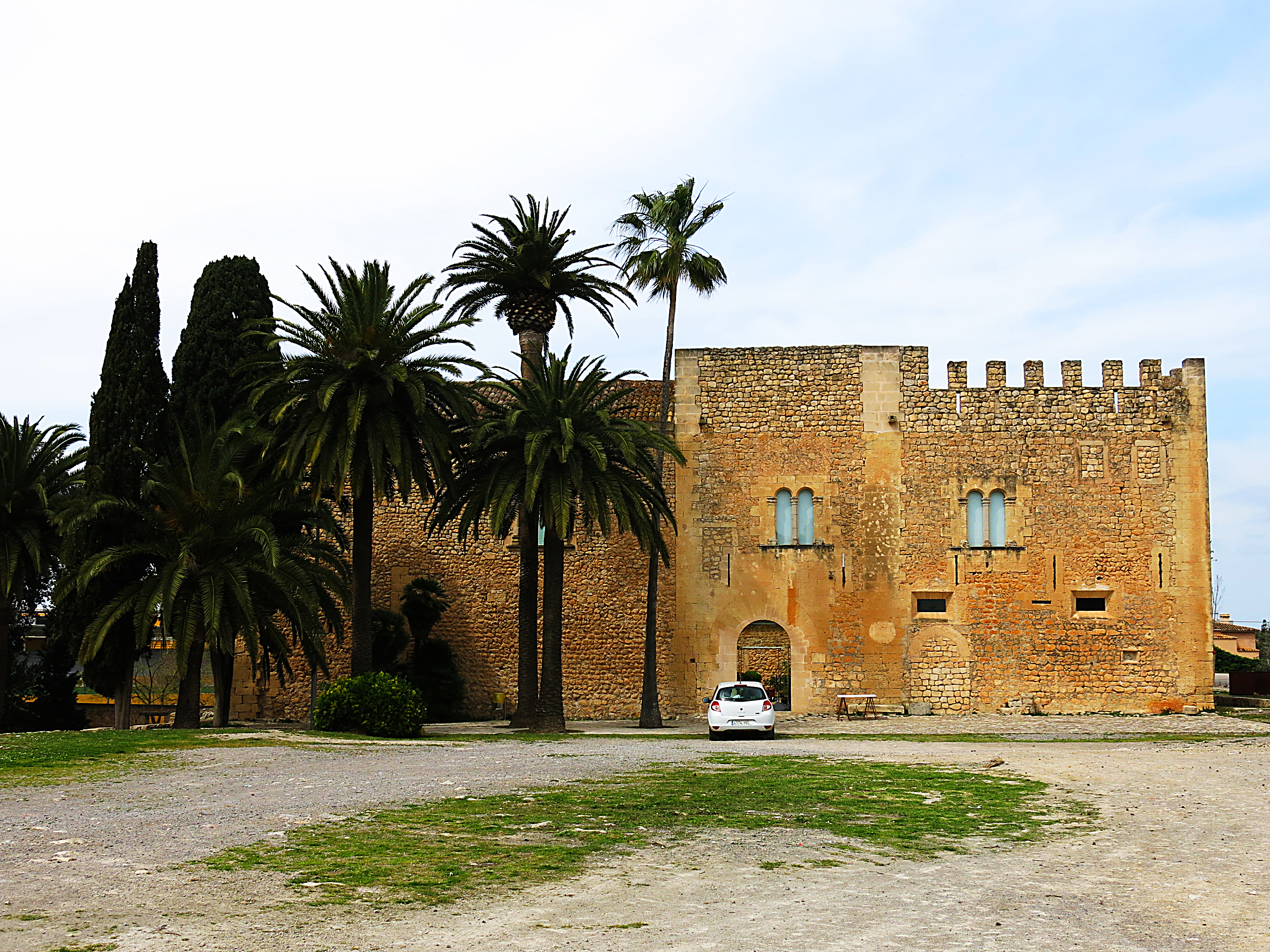
Torre dels Enagistes

La Torre dels Enagistes o Torre d'en Ribera és un recinte defensiu i habitatge rural de Manacor, propi de les cases senyorials del segle xiv. Es situa a les foranes de la ciutat, ran de la carretera de cales de Mallorca Ma-4015 i en una zona dedicada als equipaments esportius.
L'edifici està format per una sèrie de cossos rectangulars disposats entorn d'una clastra. Aquests cossos són fruit de les diferents èpoques per les quals ha passat el casal. La part més coneguda és la del cos gòtic, la torre de dues plantes amb sageteres i coronament de merlets. Són característiques d'aquesta època les finestres coronelles amb festejadors.
Actualment la torre és la seu del Museu d'Història de Manacor des del 1985. A més, és BIC amb categoria de monument històric i forma part de la Ruta del Gòtic del PTMI.

## Història
El seu origen es remunta en una alqueria andalusina del juz de Manaqur anomenada alqueria Ancrad. Just després de la Conquesta, a causa del Repartiment, la propietat de les terres va passar a mans de Nuno Sanç.
La cessió de l'alqueria Ancrad de part de Nuno Sanç a Pelai Nuniç és considerat l'origen de l'edifici i també de la cavalleria de la Torre. Per mor de manca de descendència masculina els Nuniç entroncaren amb la família Santjoan a final del segle xv, agafant els nous propietaris el llinatge Nuniç de Santjoan, escut del qual es troba dins la torre.
A final del segle xvi i per motius similars, l'heretat passà a la línia Nuniç de Berard. Quan el darrer descendent ingressà a la Companyia de Jesús feu donació dels béns a aquesta, i és així que la torre rebé el nom de Torre dels Enagistes, deformació d'Ignacistes (pel fet que Ignasi de Loiola era de la Companyia de Jesús). Quan aquesta ordre fou expulsada d'Espanya la torre es convertí en Patrimoni Reial (1767), servint de Quarter dels Dragons abans de ser adquirida per un Ribera en una subhasta.

### El museu
L'Ajuntament de Mancor adquirí l'edifici l'any 1985 i començà a pensar-se en la possibilitat que funcioni com a nova seu del museu. En aquell moment s’encomanà el projecte de restauració i s’hi instal·là l'Escola Taller Ponç Descoll de Restauració de Monuments, que durant tres anys hi treballà. Aquest projecte va ser dirigit pels arquitectes Sr. Oliver i Sra. Iniesta. Per a la creació d'aquest nou museu es va comptar amb la col·laboració del director del Museu de Mallorca, Sr. Rosselló Bordoy.
Des de 1991 la Torre dels Enagistes ha estat funcionant com a Museu d'Història Manacor, albergant importants peces de diferents indrets de Manacor.

## Dades estilístiques

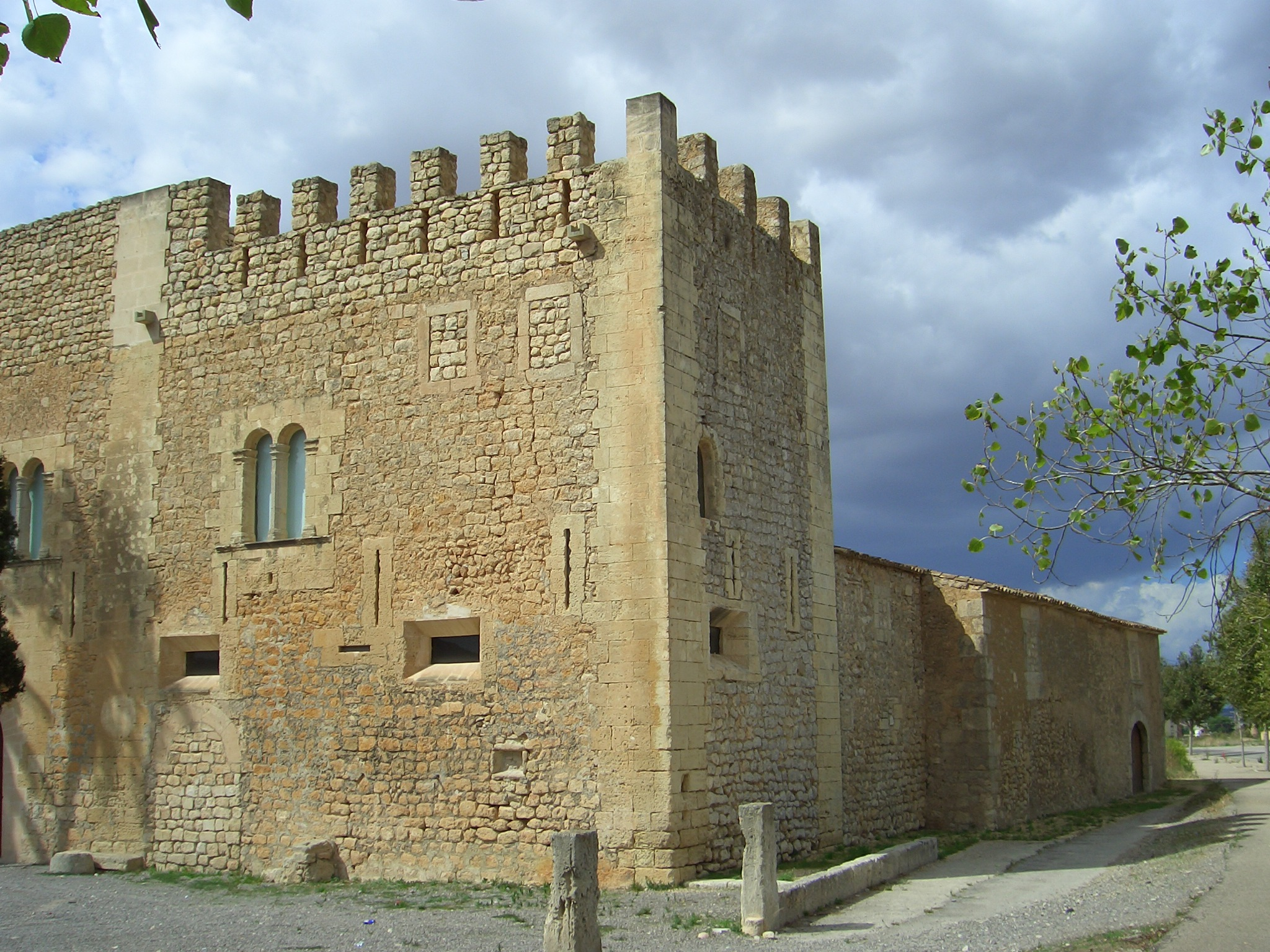
Torre gòtica de la Torre dels Enagistes

L'organització arquitectònica del casal és clarament defensiva, en forma de clos tancat amb una sola porta a l'exterior, denominat portal forà. Està organitzada per una sèrie d'edificacions senzilles que envolten un espai central a cel obert, la clastra.
La torre gòtica és un edifici de planta rectangular allargada amb planta baixa i pis. A la planta baixa el portal forà amb arc rodó comunica l'exterior amb la clastra mitjançant un pas que atravessa la torre. La dependència situada a l'esquerra corresponia a l'antiga capella a l'actual s’accedia per un portal avui cegat. Aquest portal presenta un timpà triangular el qual s’inscriuen les armes dels Nunis de Santjoan. El pis, on es situen les dependències senyorials s'articula en base a dues cambres les quals s'il·luminen per dues grans finestres coronelles obertes al frontis principal. El coronament de merlets, avui sols conservat a dues parets, i les sageteres distribuïdes pel frontis insisteixen en la connotació defensiva de l'edifici.
A finals del segle XV o a principis del XVI s’amplià l'edifici i s'hi va afegir un altre cos, que es caracteritza per la finestra conopial al pis superior.

### Els grafits
Els grafits són mostres d'art popular que ens aporten dades importants sobre els esquemes de vida i pensament dels seus autors i de la seva època. La gran quantitat de grafits que podem veure a les parets del primer pis de la Torre dels Enagistes varen ser realitzats en èpoques ben diferents i amb diverses tècniques: pintats, amb almangra o carbó, i incisos; i en diversos suports, com el marès o el referit de calç o de guix.
S'hi poden distingir quatre grups d'imatges:
1. Guerrers enfrontats i Mare de Déu de la Immaculada: identificats com a pirates barbarescs del segle xvi, representació gairabé única a Mallorca. La Mare de Déu està datada de principis del segle xviii.[6]
2. Home fent volar estel per damunt una església: segles XVI-XVII, l'edifici podria ser l'església del convent de Sant Vicen Ferrer, encara no acabada de fer. També hi ha un conjunt de vuit escuts, representant famílies relacionades amb la Torre dels Enagistes. Apareix una esfinx, element mitològic usat en el Renaixament, datada del 1490.[6]
3. Capgròs entre les cases, cavallers i vaixells: apareix la mateixa església que el punt 2, ja acabada i amb cases al voltant. Hi destaca una creu de simbolisme inquisitorial.[6]
4. Caneloble, vaixell, cercles i cavalls: és el grup més antic, són figures aïllades que es poden datar del segle XV.[6]

## Galeria

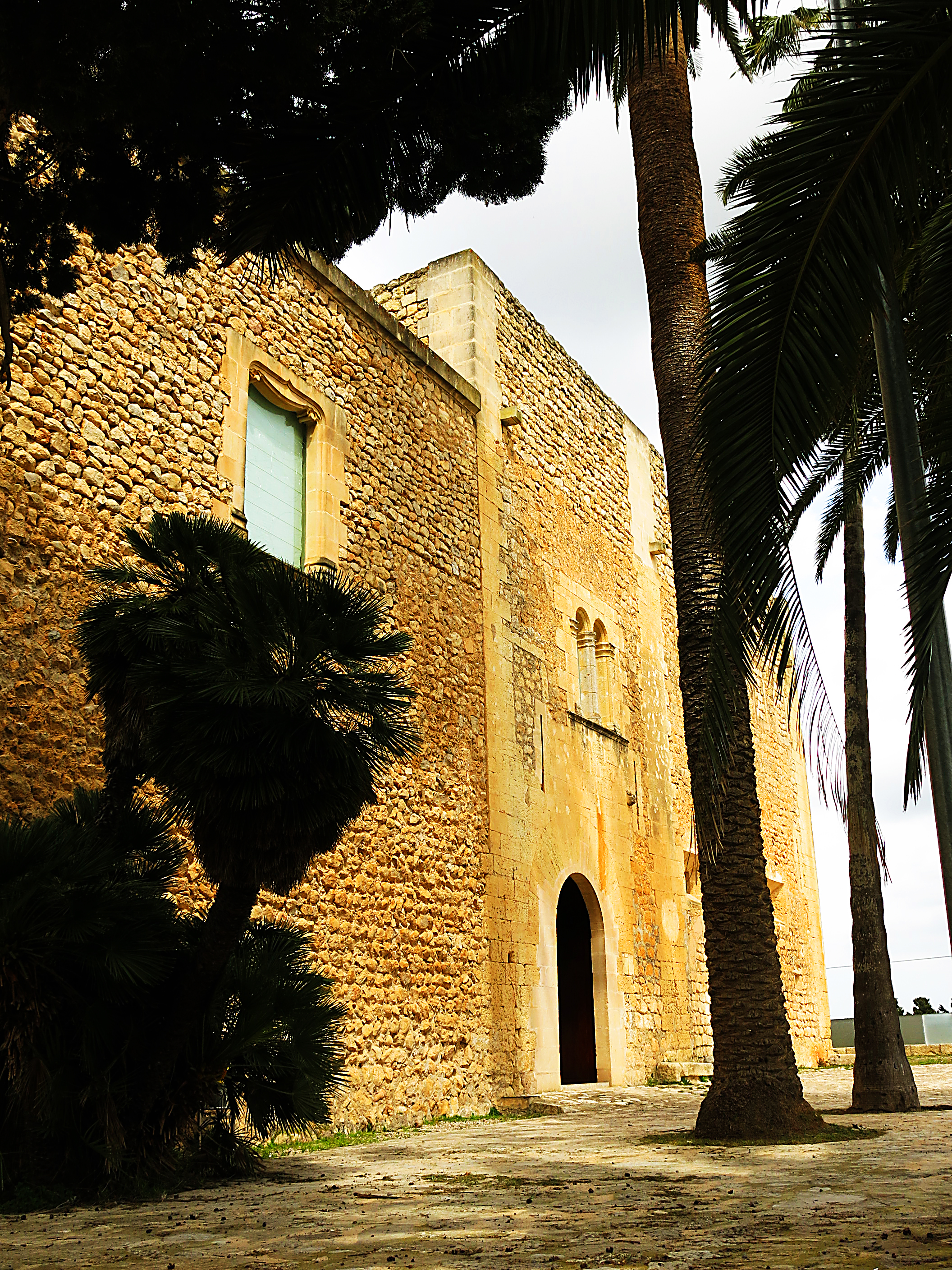
Vista des del pis ampliat
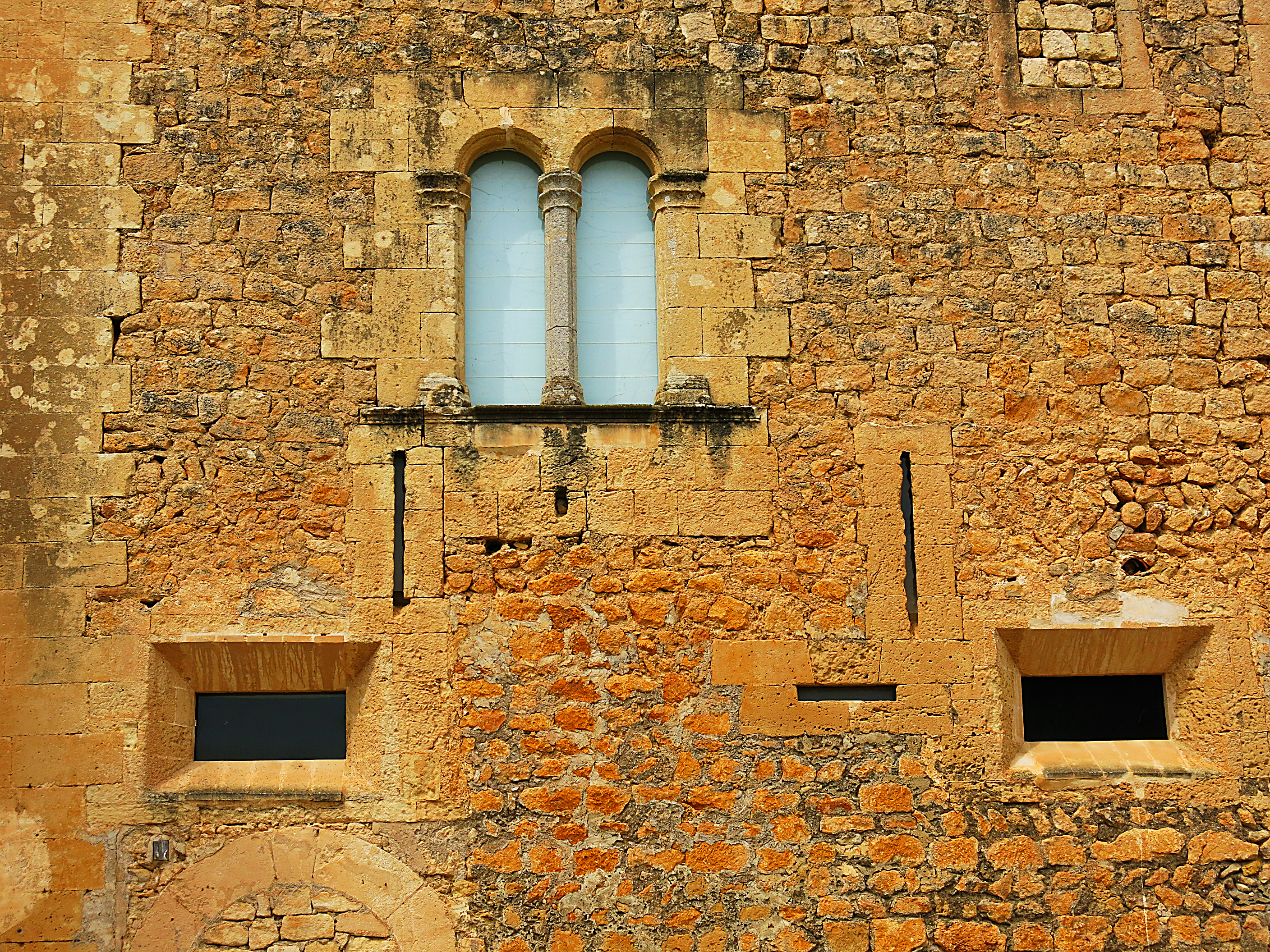
Detall de finestra coronella i segeteres
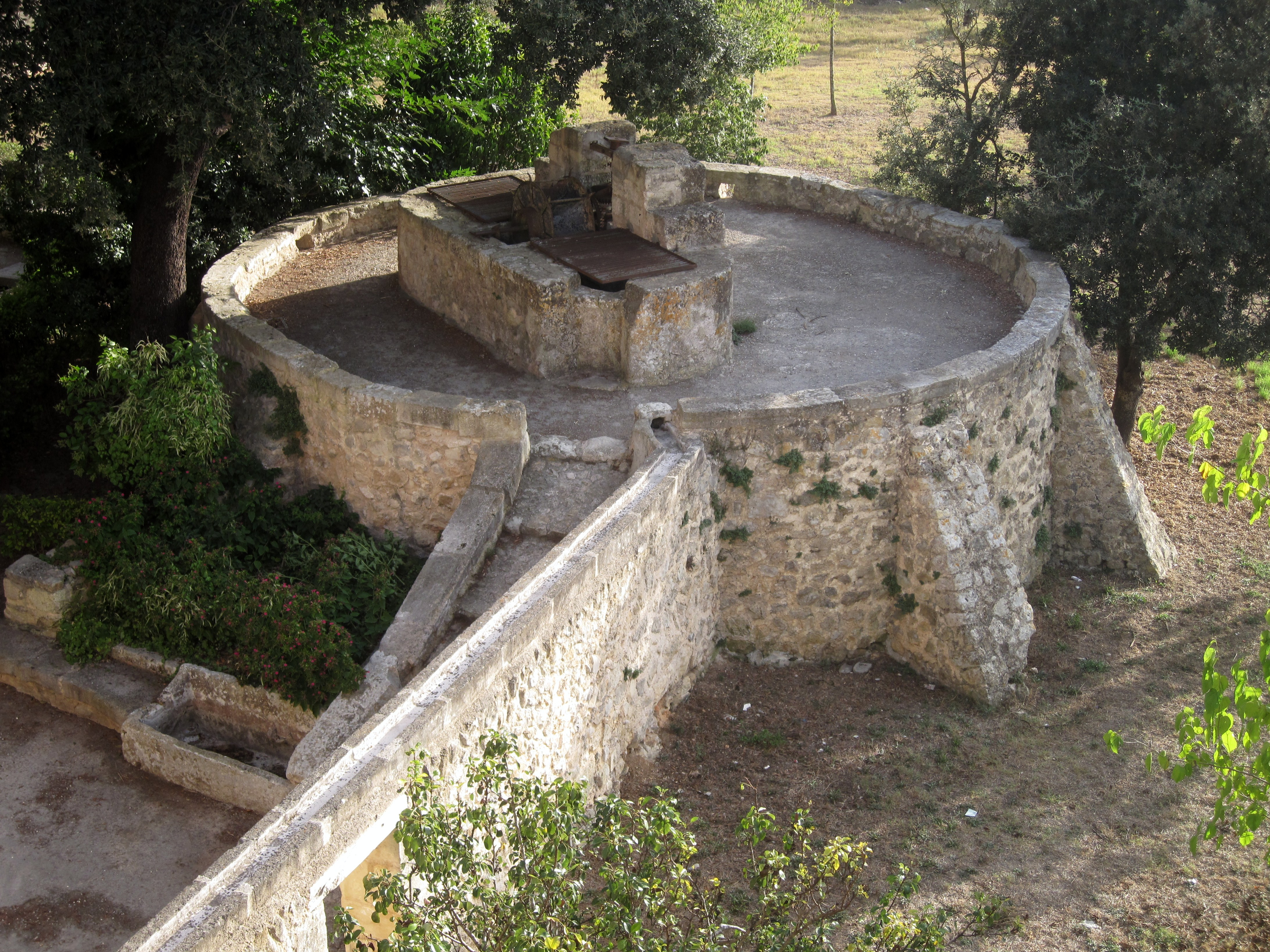
Sínia
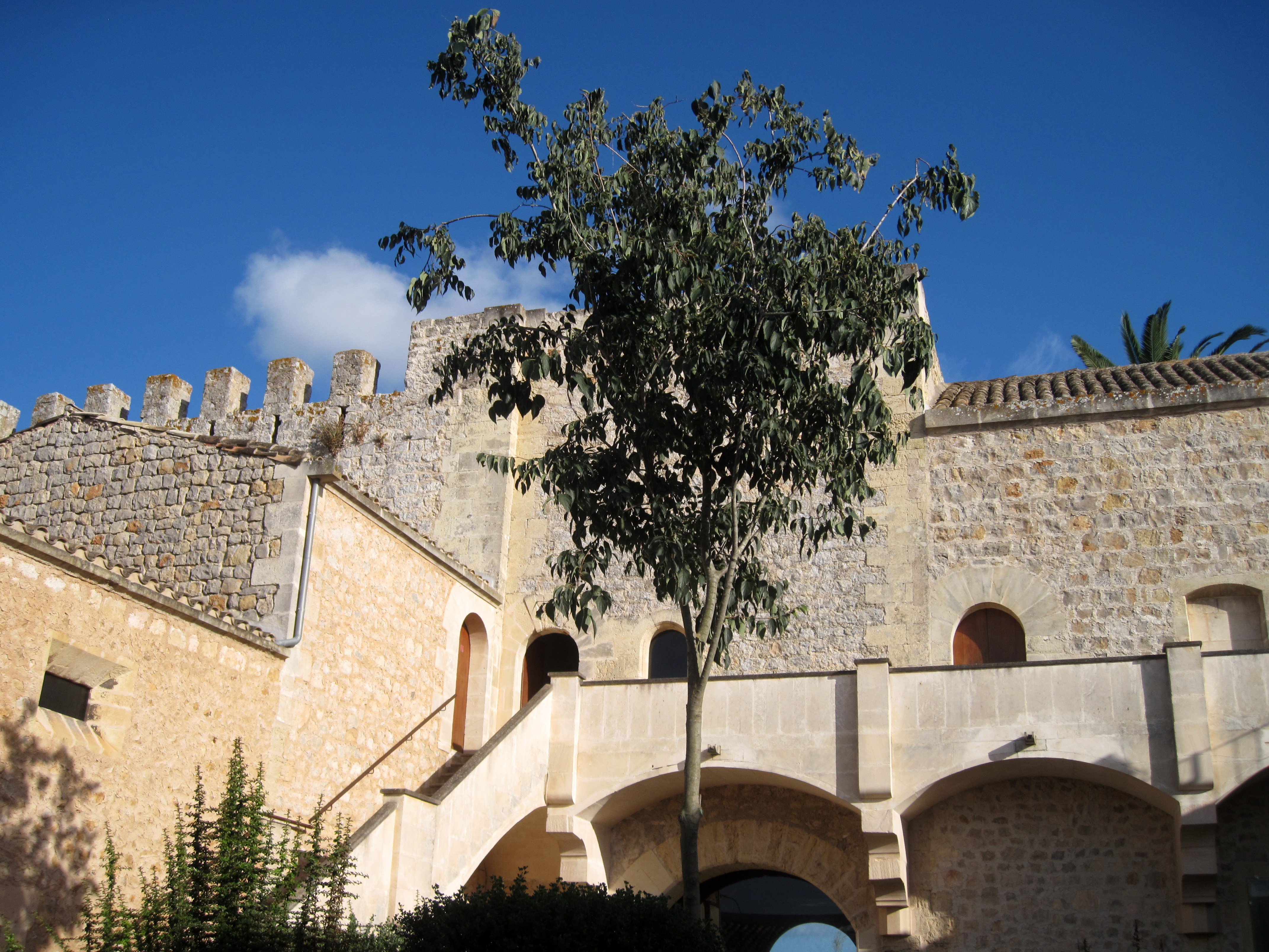
Vista des de la clastra
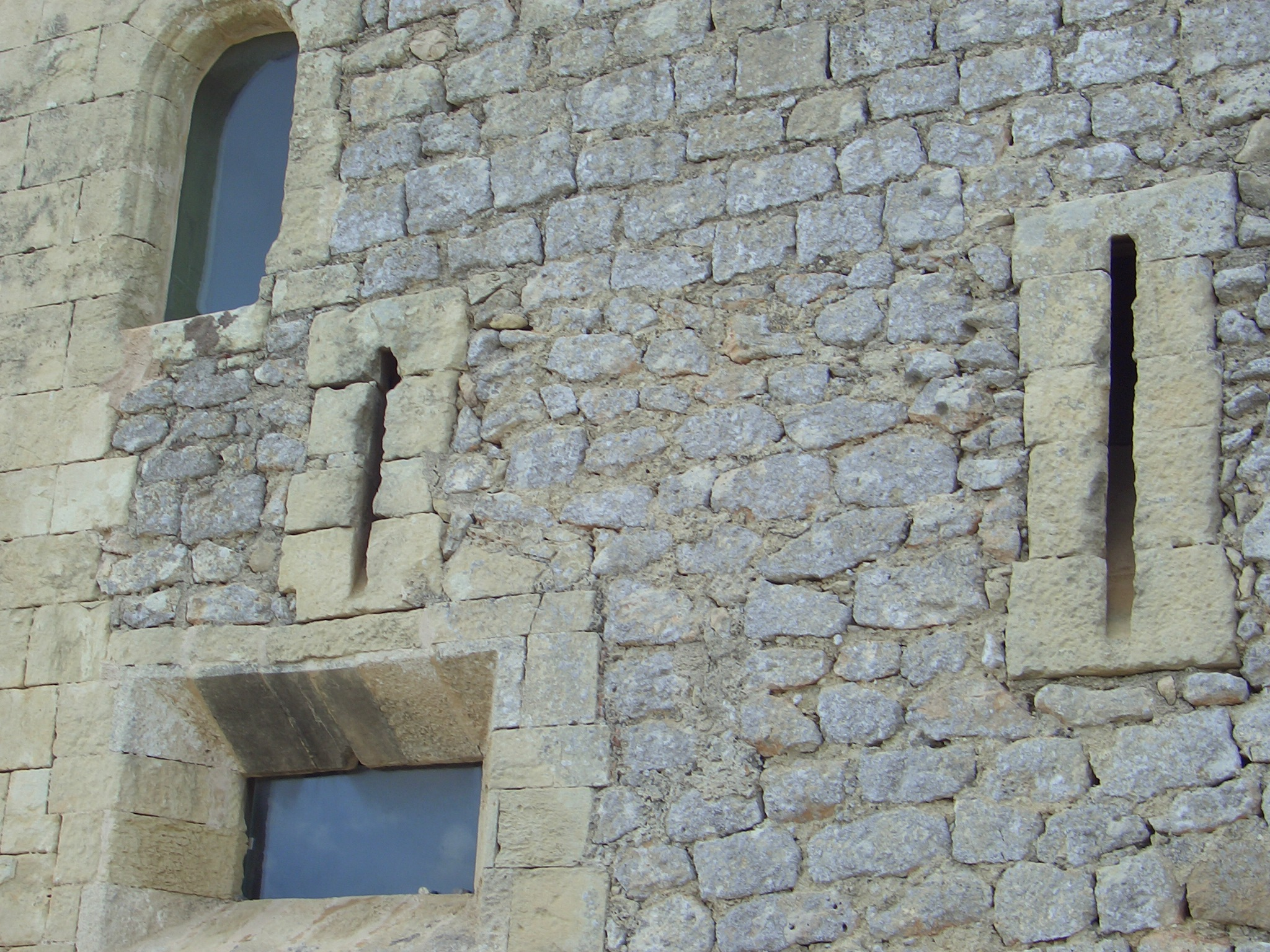
Segeteres
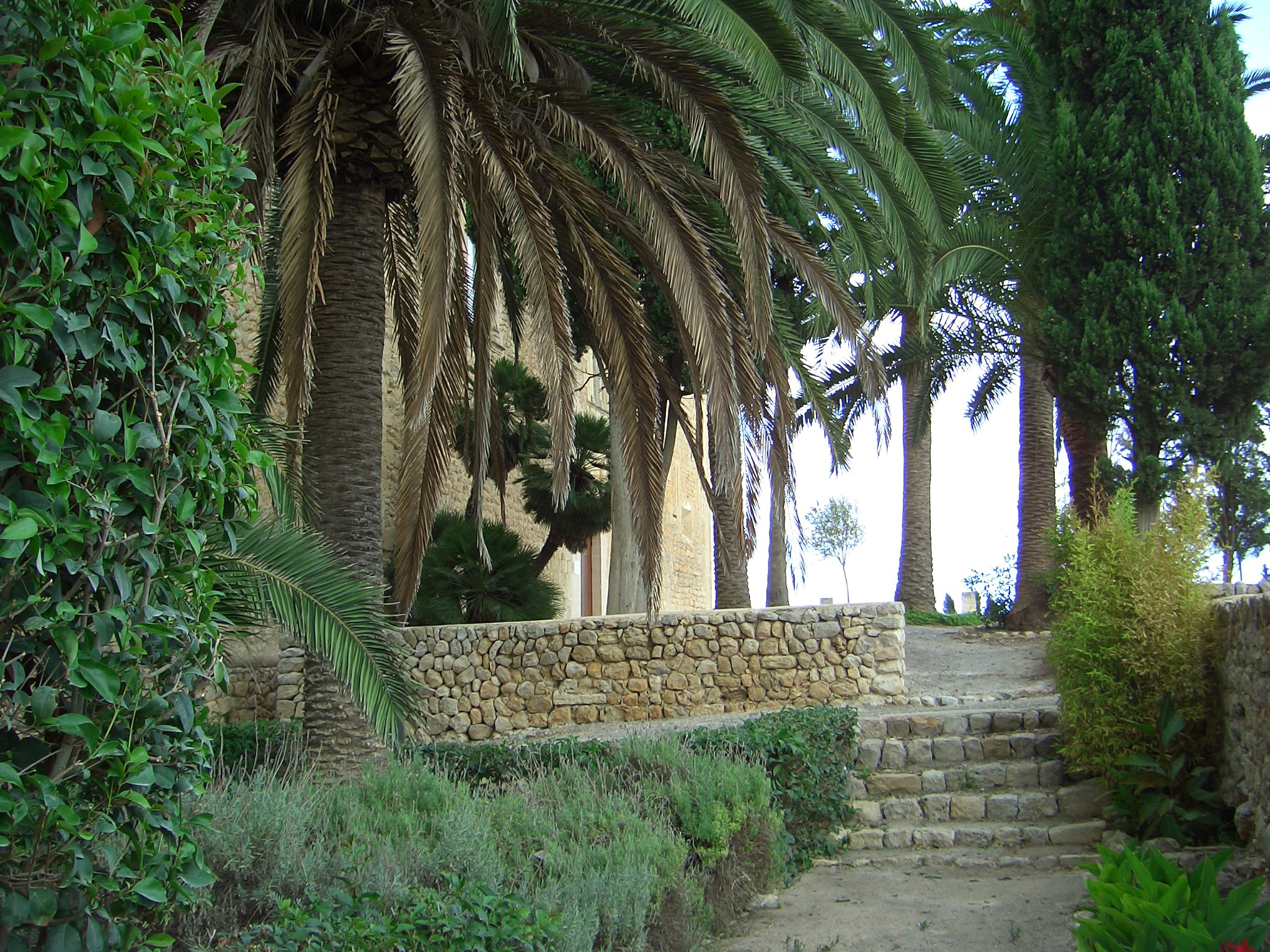
Jardí
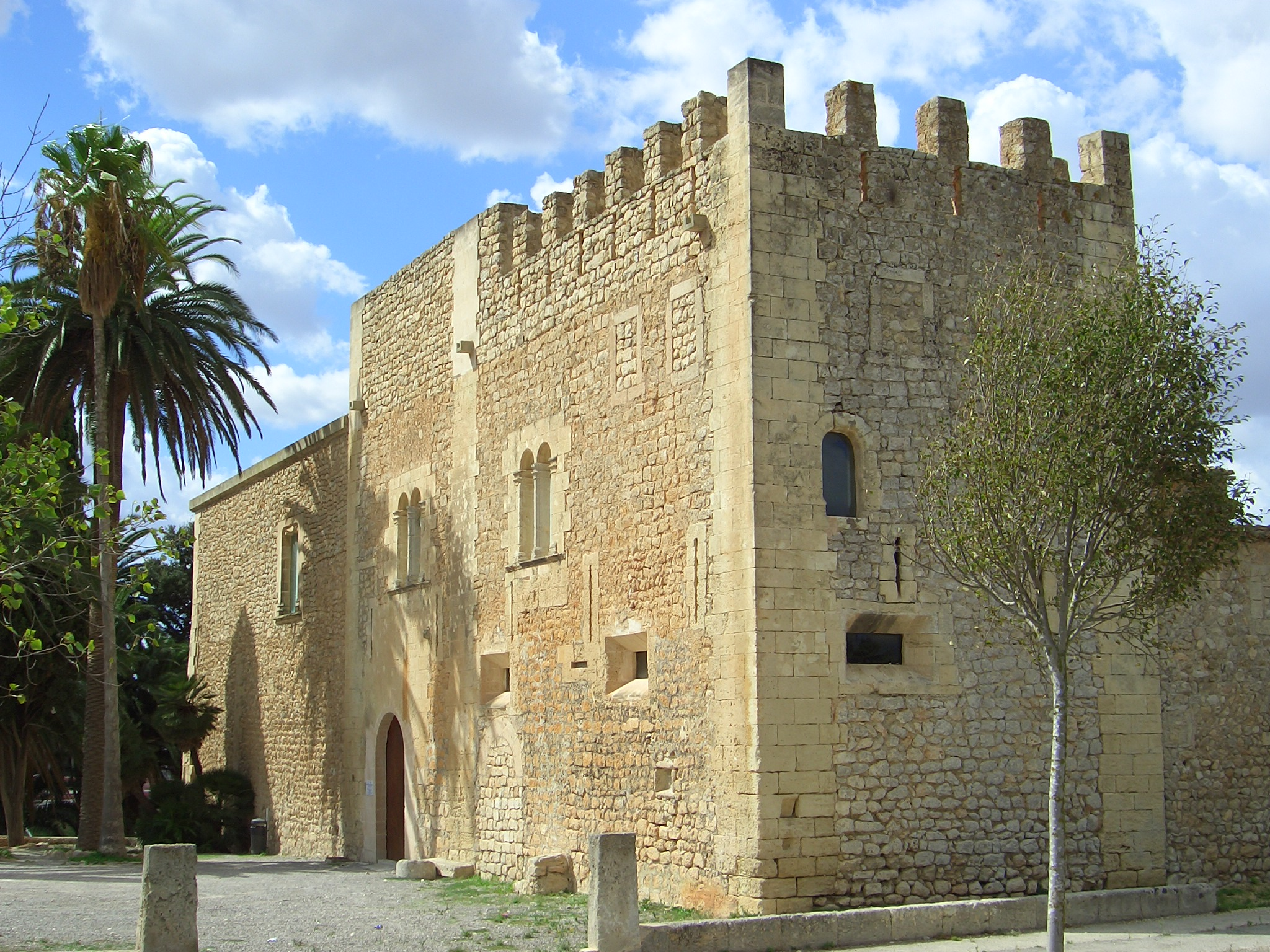
Vista des de la torre gòtica amb marlets
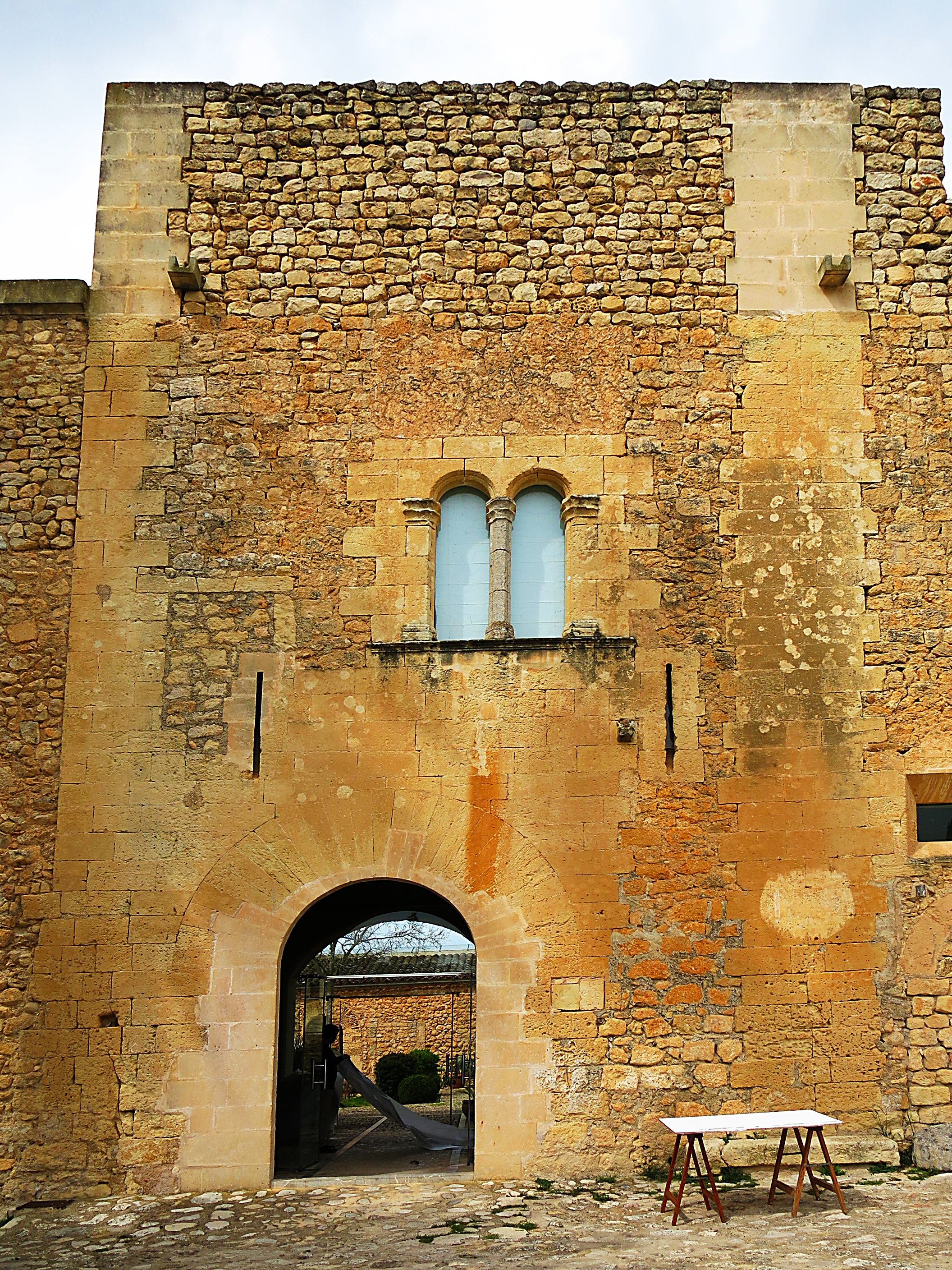
Vista frontal, portal forà
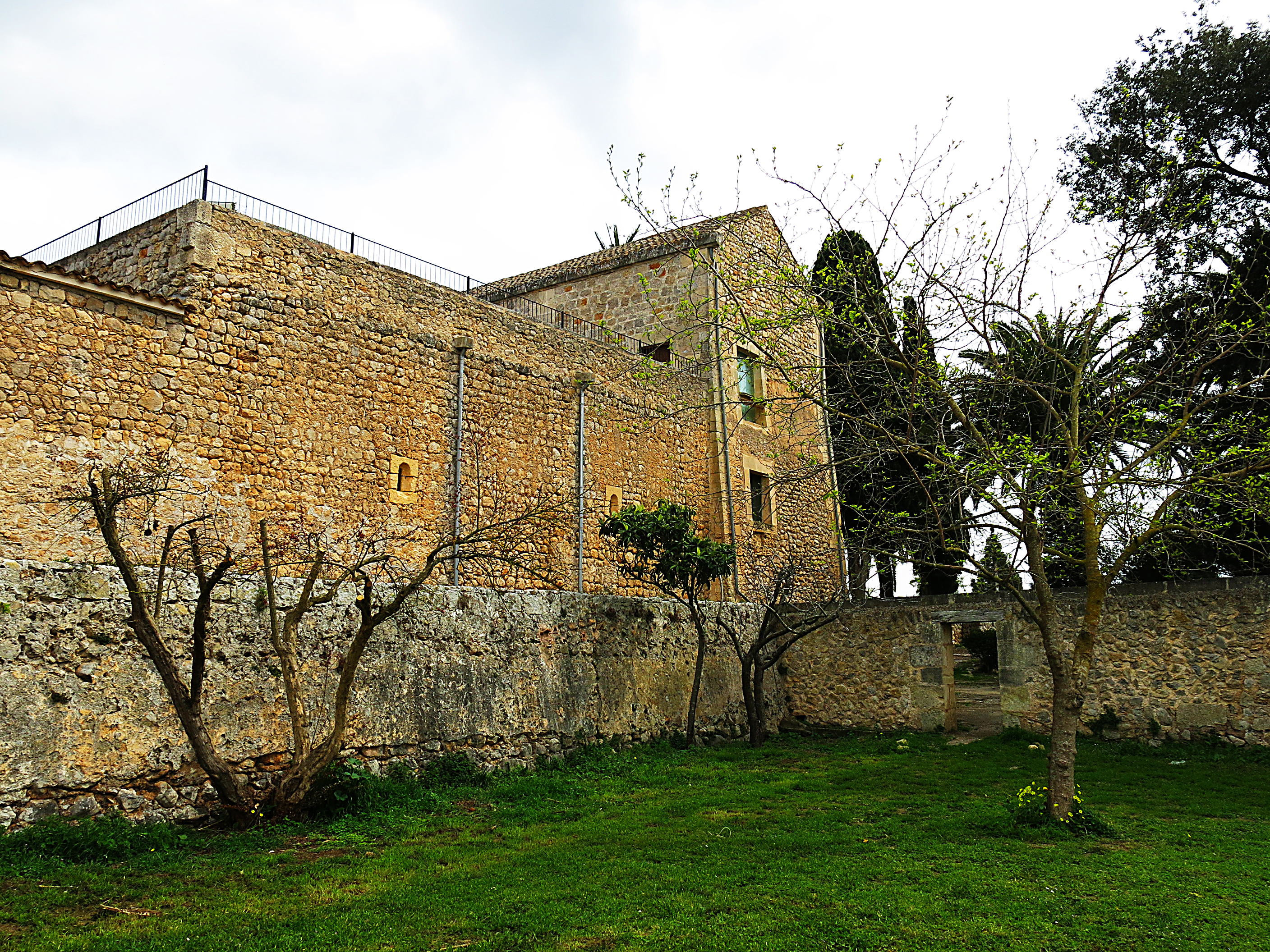
Vista del darrere